# ريك غيتس (مستشار سياسي)
ريك غيتس (بالإنجليزية: Rick Gates)‏ هو مستشار سياسي أمريكي، ولد في 27 أبريل 1972 في Fort Gregg-Adams ‏ في الولايات المتحدة.